# Acerbia
Acerbia is een geslacht van vlinders van de familie spinneruilen (Erebidae), uit de onderfamilie Arctiinae.

## Soorten
- A. alpina (Quensel, 1802)
- A. kolpakofskii Alphéraky
- A. seitzi Bang-Haas, 1910